# 수도권
수도권(首都圈, Capital region) 또는 수도 지역(首都 地域), 수도 지구(首都 地區)란 수도와 더불어 밀접한 관계를 맺는 주변 도시권 지역을 하나로 구분하여 부르는 말이다. 일반적으로 각국의 주요 기능(정치, 경제, 문화, 교육 등)의 중심지인 경우가 많다. 또한 수도권은 어느 한 나라의 수도와 함께 가까운 지역이 수도권에 포함된다. 그리고 수도권이나 수도에는 법정구역이 대부분 있다.
수도권이 아닌 지역은 비수도권으로 부른다.

## 세계의 수도권

### 아사아
- 대만 수도권: 타이베이시 및 신베이시 일원
- 필리핀 수도권: 메트로 마닐라 및 라구나주, 카비테주, 리살주, 불라칸주 일원
- 인도네시아 수도권: 자와섬 일원
- 말레이시아 수도권: 쿠알라룸푸르 및 푸트라자야, 슬랑오르주 일원
- 인도 수도권: 델리 국가수도직할구 경제권 (뉴델리와 델리 일원)
- 파키스탄 수도권: 이슬라마바드 수도권
- 러시아 수도권: 모스크바와 모스크바주 일원(모스콥스카야 지역 포함)
- 일본 수도권: 도쿄도 등 간토 지방(요코하마시, 가나가와현, 지바현, 사이타마현 포함)
- 중화인민공화국 수도권: 베이징, 톈진 및 허베이성 일원

#### 대한민국의 수도권
대한민국의 경우 서울특별시, 인천광역시, 경기도 전역을 수도권으로 분류한다.

### 유럽
- 영국 수도권: 그레이터 런던
- 프랑스 수도권: 일드프랑스
- 독일 수도권: 베를린 및 브란덴부르크주 일원
- 러시아 수도권: 모스크바와 모스크바주 일원(모스콥스카야 지역 포함)
- 스위스 수도권: 베른주 북서부 일원
- 벨기에 수도권: 브뤼셀 수도 지역
- 덴마크 수도권: 덴마크 수도 지역

및 허베이성 일원

### 아메리카
- 미국 수도권: 워싱턴 D.C, 버지니아주, 메릴랜드주, 웨스트버지니아주 일원
- 캐나다 수도권: 오타와 및 가티노 일원
- 아르헨티나 수도권: 그란 부에노스아이레스
- 브라질 수도권: 브라질리아 시 일원
- 멕시코 수도권: 멕시코 시티 및 멕시코주, 모렐로스주 일원
- 도미니카 공화국 수도권: 국가 지구

### 아프리카
- 이집트 수도권: 알 카히라
- 나이지리아 수도권: 연방 수도 지구

## 같이 보기
- 수도권대기환경청